# Saison 2011-2012 des Canadiens de Montréal
Autres saisons
Saison précédente Saison suivante
La saison 2011-2012 de hockey sur glace est la cent-deuxième saison des Canadiens de Montréal. Ils évoluent au cours de cette saison dans la Ligue nationale de hockey et finissent quinzième de l'Association de l'Est, non qualifiés pour les séries éliminatoires.

## Signatures d'agent libre
| Joueur        | Date              | Contrat | Salaire     | Ancienne franchise        |
| Rafael Diaz   | 13 mai 2011       | 1 an    | 900 000 $   | EV Zoug                   |
| Peter Budaj   | 1er juillet 2011  | 1 an    | 900 000 $   | Avalanche du Colorado     |
| Erik Cole     | 1er juillet 2011  | 4 ans   | 4 500 000 $ | Hurricanes de la Caroline |
| Brock Trotter | 4 juillet 2011    | 1 an    | 550,000 $   | Dinamo Riga               |
| Peter Delmas  |                   | 3 ans   | 1,825,000 $ | Nailers de Wheeling       |
| Nathan Lawson | 5 juillet 2011    | 1 an    | 525,000 $   | Islanders de New York     |
| Brian Willsie | 7 juillet 2011    | 1 an    | 600,000 $   | Capitals de Washington    |
| Jeff Woywitka | 15 août 2011      | 1 an    | 650,000 $   | Stars de Dallas           |
| Chris Campoli | 26 septembre 2011 | 1 an    | 1,750,000 $ | Blackhawks de Chicago     |
| Joe Callahan  | 7 octobre 2011    | 1 an    | 550,000 $   | Panthers de la Floride    |

## Départs d'agent libre
| Joueur           | Date             | Contrat | Salaire    | Franchise suivante       |
| Dustin Boyd      | 31 mai 2011      |         |            | Barys Astana             |
| Nigel Dawes      | 31 mai 2011      |         |            | Barys Astana             |
| Kyle Klubertanz  | 1er juin 2010    | 2 ans   |            | Djurgården Hockey        |
| Jeff Halpern     | 1er juillet 2011 | 1 an    | 875,000$   | Capitals de Washington   |
| James Wyman      | 1er juillet 2011 | 1 an    | 525.000$   | Lightning de Tampa Bay   |
| Roman Hamrlík    | 1er juillet 2011 | 2 ans   | 7,000,000$ | Capitals de Washington   |
| Benoît Pouliot   | 1er juillet 2011 | 1 an    | 1,100,000$ | Bruins de Boston         |
| Alex Auld        | 1er juillet 2011 | 1 an    | 1,000,000$ | Sénateurs d'Ottawa       |
| Alexandre Picard | 5 juillet 2011   | 1 an    | 600,000$   | Penguins de Pittsburgh   |
| Tom Pyatt        | 6 juillet 2011   | 1 an    | 525,000    | Lightning de Tampa Bay   |
| Drew MacIntyre   | 7 juillet 2011   | 1 an    | 525,000    | Sabres de Buffalo        |
| Brent Sopel      | 29 juillet 2011  | 2 ans   |            | Metallourg Novokouznetsk |

## Signatures de prolongation de contrat
| Joueur             | Date             | Contrat | Salaire      |
| Alekseï Iemeline   | 17 mai 2011      | 1 an    | 984 200 $    |
| Joonas Nättinen    | 26 mai 2011      | 3 ans   | 1 895 000 $  |
| Hal Gill           | 31 mai 2011      | 1 an    | 2 250 000 $  |
| Andreï Kastsitsyne | 9 juin 2011      | 1 an    | 3 250 000 $  |
| Mathieu Darche     | 10 juin 2011     | 1 an    | 700 000 $    |
| Max Pacioretty     | 20 juin 2011     | 2 ans   | 3 250 000 $  |
| David Desharnais   | 20 juin 2011     | 2 ans   | 1 700 000 $  |
| Andreï Markov      | 23 juin 2011     | 3 ans   | 17 250 000 $ |
| Yannick Weber      | 29 juin 2011     | 2 ans   | 1,700,000 $  |
| Ryan White         | 13 juillet 2011  | 1 an    | 625,000 $    |
| Frédéric St-Denis  | 15 juillet 2011  | 1 an    | 605,000 $    |
| Josh Gorges        | 22 juillet 2011  | 1 an    | 2,500,000 $  |
| Jarred Tinordi     | 2 novembre 2011  | 3 ans   | 2,700,000 $  |
| Brendan Gallagher  | 16 novembre 2011 | 3 ans   | 2,145,000 $  |
| Michaël Bournival  | 21 décembre 2011 | 3 ans   | 2,070,000 $  |
| Josh Gorges        | 1er janvier 2012 | 6 ans   | 23,400,000 $ |
| Morgan Ellis       | 1er mars 2012    | 3 ans   | 1,920,000 $  |
| Patrick Holland    | 7 mars 2012      | 3 ans   | 1,920,000 $  |
| Greg Pateryn       | 28 mars 2012     | 2 ans   | 1,325.000 $  |
| Nathan Beaulieu    | 30 mars 2012     | 3 ans   | 2,775,000 $  |

## Choix au repêchage
| Ronde | Rang | Joueurs             | Position      | Nationalité        | Équipe junior                      |
| 1     | 17   | Nathan Beaulieu     | Défenseur     | Canada             | Sea Dogs de Saint-Jean (LHJMQ)     |
| 4     | 97   | Josiah Didier       | Défenseur     | États-Unis         | RoughRiders de Cedar Rapids (USHL) |
| 4     | 108  | Olivier Archambault | Ailier Gauche | Canada             | Foreurs de Val-d'Or (LHJMQ)        |
| 4     | 113  | Magnus Nygren       | Défenseur     | Suède              | Färjestads BK (Elitserien)         |
| 5     | 138  | Darren Dietz        | Défenseur     | Canada             | Blades de Saskatoon (LHOu)         |
| 6     | 168  | Daniel Pribyl       | Centre        | République tchèque | HC Sparta Prague (Extraliga)       |
| 7     | 198  | Colin Sullivan      | Défenseur     | États-Unis         | Farms d'Avon Old (USHS)            |

## Sources
- (en) Cet article est partiellement ou en totalité issu de l’article de Wikipédia en anglais intitulé « 2011–12 Montreal Canadiens season » (voir la liste des auteurs).